# Cueva del Guácharo
Cueva del Guácharo – jaskinia krasowa w północno-wschodniej Wenezueli u podnóża szczytu Cerro Negro w masywie Caripe  na terenie Parku Narodowego El Guácharo.
Cueva del Guácharo posiada bogatą szatę naciekową.